# Turrita
Turrita là chi thực vật có hoa trong họ Cải.